# Takashi Akiyama
Takashi Akiyama (秋山 貴嗣 Akiyama Takashi?), född 7 oktober 1992 i Kagawa prefektur, är en japansk fotbollsspelare.
Akiyama började sin karriär 2015 i Gainare Tottori. Han spelade 97 ligamatcher för klubben. 2018 flyttade han till Fujieda MYFC.